# Ly Jonaitis
Lydimar Carolina Jonaitis Escalona  ou Ly Jonaitis (Valencia, 12 de outubro de 1985) é modelo e vencedora do Miss Venezuela 2006.
Ly foi a terceira colocada no concurso Miss Universo 2007 que se realizou na Cidade do México, em 28 de maio de 2007. Ela tem 1,80 m.
Em 14 de setembro de 2006, Jonaitis vencia o concurso nacional de  beleza chamado Miss Venezuela 2006, realizado em Caracas, onde ela derrotou outras 27 concorrentes, tendo obtido o título de Miss Universo Venezuela. Ela se tornou a oitava Miss Guárico a ganhar o  título desde o primeiro concurso de Miss Venezuela começarem em 1952.
Ly participou do concurso Miss Universo onde acabou em terceiro lugar, e ficando atrás da brasileira Natália Guimarães (segunda  colocada) e a japonesa Riyo Mori (primeira colocada).
Ly é descendente letão e venezuelano. Ela trabalha como modelo na França para Christian Dior.
Ly fala espanhol, francês e inglês.